# Ginko Ogino
Ginko Ogino (en japonés: 荻野 吟子 Ogino Ginko; provincia de Musashi, 4 de abril de 1851 - Tokio, 23 de junio de 1913) fue la primera médica licenciada de medicina occidental en Japón. 

## Biografía
Ogino nació en la provincia de Musashi (actualmente, ciudad de Kumagaya, prefectura de Saitama).  Se casó a los dieciséis años con el hijo del primer director del banco de Ashikaga. Pronto se divorció después de que su esposo le transmitiera la gonorrea. Después de la vergüenza que pasó al tener que ser atendida por médicos varones con lo que era considerado una enfermedad «vergonzante», decidió que se convertiría en médico para ayudar a las mujeres en circunstancias similares. Después de graduarse en la Escuela Normal de Mujeres de Tokio (actualmente, Universidad de Ochanomizu), que en aquella época era una academia médica privada con un cuerpo estudiantil exclusivamente de varones. A pesar del prejuicio y muchos contratiempos, se graduó en 1882, y después de numerosas solicitudes, finalmente se le permitió pasar el examen para poder dedicarse a la práctica médica en 1885.
Abrió el Hospital Ogino en Yushima, especializándose en obstetricia y ginecología, en Tokio el mismo año como la primera mujer registrada como médico. También trabajó como miembro médico de la escuela de niñas de la Universidad Meiji Gakuin.
Ogino se casó con un clérigo protestante y visionario utópico, Yukiyoshi Shikata, en 1890, y fue con él a Hokkaidō en 1894, donde abrió una clínica médica. Después de que su esposo muriera, regresó a Tokio y en 1908 volvió a dirigir un hospital. También fue activa en la asociación Woman's Christian Temperance Union (WCTU).
Ogino murió de aterosclerosis en 1913. Está enterrada en el cementerio Zoshigaya en Tokio.